# Tritoniopsis flexuosa
Tritoniopsis flexuosa là một loài thực vật có hoa trong họ Diên vĩ. Loài này được (L.f.) G.J.Lewis miêu tả khoa học đầu tiên năm 1959.